# Cambiago
Cambiago (Cambiagh in dialetto brianzolo) è un comune italiano di 7 304 abitanti della città metropolitana di Milano in Lombardia. Possiede una frazione denominata Torrazza dei Mandelli, che nei secoli passati fu anche comune autonomo. Fa parte del territorio della Martesana.

## Storia

### Simboli
Lo stemma è utilizzato dal comune anche se privo di formale decreto di concessione.
Esso deriva dallo stemma relativo alla "Comunità di Cambiago", riprodotto a pagina 322 del volume I dello Stemmario Cremosano e, con qualche lieve variante, dallo stemma dell'antica famiglia lombarda dei de Cambiago, riprodotto a pagina 94 dello Stemmario Trivulziano.
Il gonfalone è un drappo di bianco.

## Monumenti e luoghi d'interesse
Spicca certamente la chiesa parrocchiale intitolata al patrono san Zenone, inaugurata nel 1911, che sorge nell'omonima piazza. Essa contiene anche tre vetrate di padre Ambrogio Fumagalli, monaco artista nativo proprio di Cambiago, mentre in occasione del centenario di consacrazione sono state inaugurate le nuove porte in bronzo. A pochi metri di distanza, in uno dei cortili che caratterizza Cambiago come tante località della pianura lombarda, sorge invece la chiesa di San Giuseppe, restaurata e riportata in funzione nel 1993. In frazione Torrazza sorge infine la chiesa dedicata alla Beata Vergine del Rosario, nella quale si trova invece un mosaico realizzato da padre Ambrogio Fumagalli.
Fra i principali edifici civili spicca Villa Perani, recentemente restaurata, il cui giardino è stato adibito a parco pubblico. Altro edificio storico è Palazzo Cottini, del secolo XVIII, oggi sede di abitazioni private. Da notare inoltre che la biblioteca e l'auditorium comunali hanno sede in una antica filanda, restaurata e definita "Vecchia filanda", che dà nome anche al notiziario comunale.
Di notevole interesse anche lo stabilimento della Colnago, azienda creata dall'artigiano Ernesto Colnago, che ha reso Cambiago famosa nel mondo tra gli appassionati di biciclette e al cui interno si trova anche un museo che raccoglie bici, maglie e ricordi più significativi della sua vita e carriera. Nel dicembre 2022 è stato inaugurato un vero e proprio museo, definito "La Collezione", voluto da Ernesto Colnago e dalla sua famiglia. Davanti allo stabilimento della Colnago ha preso il via la penultima tappa del Giro d'Italia 2002, una cronometro con partenza da Cambiago e arrivo a Monticello Brianza.

## Società

### Evoluzione demografica
- 635 nel 1751
- 726 nel 1771
- 843 nel 1805
- annessione a Gessate nel 1809 (Cambiago tornerà autonoma nel 1816, dopo la Restaurazione austriaca)
- 1 622 nel 1853
- 1 687 nel 1859

Abitanti censiti

### Tradizioni, folclore e cultura
La festa del paese si svolge tradizionalmente l'ultima domenica del mese di agosto e di fatto apre la serie delle feste di molti paesi della zona, che derivano dalle feste di fine estate per il raccolto e sono più di frequente nel mese di settembre oppure ad inizio ottobre. Il dolce tradizionale è la "paciarella" (torta di latte), che tipicamente si mangia in occasione della festa del paese. Cade invece l'ultima domenica del mese di maggio la festa della frazione Torrazza, al culmine del mese dedicato a Maria: la tradizione più sentita di questa festa, dal punto di vista religioso, è infatti il pellegrinaggio che si svolge la sera del lunedì immediatamente successivo alla festa, dal paese verso una edicola sacra nei campi attorno a Torrazza, raffigurante la Madonna.
Altre ricorrenze da ricordare sono la festa dell'oratorio nel mese di settembre, la festa di San Giuseppe il 19 marzo nel cortile che ospita l'omonima chiesa ed inoltre nel mese di giugno il torneo del Calcione, riservato agli abitanti di Cambiago, rinato nell'anno 2008 rilanciando l'iniziativa che aveva caratterizzato gli anni Settanta-Ottanta del Novecento.
Il Centro culturale Don Renzo Fumagalli, dedicato a un sacerdote nativo di Cambiago e scomparso prematuramente, pubblica un giornale trimestrale chiamato "Il Centro", che dal 1986 viene distribuito nelle case di tutti gli abitanti di Cambiago e della frazione Torrazza.

### Etnie e minoranze straniere
Secondo i dati ISTAT al 31 dicembre 2010 la popolazione straniera residente era di 376 persone. Le nazionalità maggiormente rappresentate in base alla loro percentuale sul totale della popolazione residente erano:
- Romania 109 1,68%

## Infrastrutture e trasporti

### Strade
Cambiago è attraversata dall'autostrada A4 Torino-Trieste e condivide con il vicino Comune di Cavenago di Brianza il casello di Cavenago-Cambiago. Con l'apertura della Tangenziale Est Esterna, avvenuta il 16 maggio 2015, è entrato in funzione il casello di Pessano con Bornago, posto nei pressi della frazione cambiaghese di Torrazza.

### Mobilità urbana
Sul territorio sono presenti tre linee di autobus. Due attraversano il centro abitato e sono servite dalla compagnia NET (Nord Est Trasporti): la linea Z312 che collega Cambiago ai capolinea di Vimercate e Gessate M2 (stazione della metropolitana che sorge a circa 3 km da Cambiago); la linea Z314 invece collega Monza e Gessate M2. Inoltre si deve ricordare l'Autostradale, la linea Z301 che unisce Milano Lampugnano e Bergamo, servita sempre dalla compagnia NET, che effettua regolare fermata anche al casello di Cavenago-Cambiago.

## Amministrazione
In seguito al risultato delle elezioni amministrative del 3-4 ottobre 2021, l'attuale sindaco è Maria Grazia Mangiagalli della Lista civica Uniti per Cambiago, terza donna ad esercitare la carica a Cambiago.
Si deve segnalare che nel 2005 si svolse un referendum circa la possibilità di passare alla costituenda provincia di Monza-Brianza, ma la maggioranza dei cambiaghesi decise di rimanere nella provincia di Milano.
Dal 2015 fa parte della Zona omogenea Adda Martesana della città metropolitana di Milano.